# Miquel VIII Paleòleg
Miquel VIII Paleòleg (en grec: Μιχαὴλ ὁ Παλαιολόγος) (1234-1282) fou emperador de Nicea i després de conquerir Constantinoble va adoptar el títol d'emperador romà d'Orient del 1260 al 1282. Gràcies a les seves habilitats diplomàtiques va evitar una croada contra el seu imperi i va acceptar la unió de l'església catòlica i l'ortodoxa. També va fer servir la diplomàcia per resoldre les disputes sorgides arran de les vespres sicilianes, de les quals en fou un factor desencadenant important, però amb les quals no va estar directament involucrat.
D'altra banda, Miquel VIII va cometre diversos errors, com per exemple l'eliminació dels colons i llocs fronterers amb destacaments militars a la frontera turca per tal d'estalviar diners. Un altre probable error va ser el cegament de Joan IV, ja que això el va indisposar amb el patriarca Arseni i va generar una greu crisi religiosa que continuà molt després de la mort dels dos protagonistes. A més, la seva aliança amb Gènova, mitjançant l'atorgament a la ciutat italiana de grans privilegis comercials amb l'Imperi Romà d'Orient, va impedir la recuperació econòmica d'aquest últim, cosa que va contribuir a la seva futura caiguda.

## Orígens
Era fill d'Andrònic Ducas Comnè Paleòleg i de la seva esposa Teodora Ducena Vatatzena, la qual descendia d'emperadors romans d'Orient (neta de l'últim emperador romà d'Orient Aleix III Àngel). El seu pare descendia d'una família de generals, de la qual n'era la quarta generació, els Paleòleg, que havien emparentat amb la família reial Ducas.
Va néixer el 1234 i se'n va fer càrrec d'ell la seva germana Marta, tot i que només tenia deu anys més, que es va casar amb el general Nicèfor Tarcaniota. En l'exèrcit, aviat va destacar pel seu talent; va servir sota les ordres del seu pare i va ser governador de dues ciutats de Tràcia: Mèlnik i Serres.
El 1253 va ser acusat davant l'emperador Joan III de conspiració i el van sotmetre a un judici de Déu, en què havia de suportar el dolor d'un ferro roent. Miquel va contestar amb astúcia que estava tan lliure de culpa com el metropolità Focas, que era qui havia fet la proposta i que, sostindria el ferro si Focas ho feia primer. Amb això va quedar exculpat i es va salvar de la condemna. Un any després fou nomenat governador de Dirràquion, i més endavant estrateg de Bitínia. Llavors es va casar amb Teodora, neboda de Joan III. El nou emperador, Teodor II Làscaris, li va confiar el 1256 el comandament de la guerra contra Miquel de l'Epir, de la qual va sortir vencedor, però després fou portat encadenat acusat de ser sospitós de conspiració i en conseqüència fou condemnat a l'exili. Aquesta vegada va cercar refugi a la cort del soldà de Rum, el qual el va contractar per comandar un exèrcit contra els invasors mongols, sent derrotat en la batalla d'Aksaray.
El 1258 Teodor el va amnistiar i Miquel va tornar a la seva pàtria.

## La usurpació del tron
Quan l'emperador va morir l'agost del 1259, va deixar només un fill, Joan IV Ducas Làscaris, d'uns 7 o 8 anys, sota custòdia del patriarca Arseni Autorià i del domèstic Jordi Muzaló, que eren molt impopulars entre la noblesa i l'exèrcit.
Al cap de nou dies, durant el funeral de Teodor al monestir de Sosandra (Magnèsia), la guàrdia imperial va entrar a l'església i va matar Muzaló, els seus germans i els principals partidaris seus. Miquel Paleòleg, a qui Teodor havia nomenat magnus dux, fou escollit per la guàrdia com a regent, i poc després va agafar el títol de dèspota. Amb el tresor imperial es va guanyar el favor de la guàrdia varega, va subornar el clergat i fou finalment proclamat emperador juntament amb Joan IV; els dos foren coronats a Nicea l'1 de gener del 1260.

## Guerres contra l'Imperi de Nicea
Balduí II, emperador de l'Imperi Llatí va exigir la cessió de les zones de Tràcia i Macedònia que en aquell moment pertanyien a l'Imperi de Nicea a canvi de reconèixer Miquel VIII com a emperador de Nicea. Després els llatins ja es conformaven amb Tessalònica i després amb Serres, però Miquel va dir que no a tot. Finalment van arribar a una entesa que prometia el respecte mutu i dels respectius territoris.
Miquel Paleòleg va fer propostes al dèspota de l'Epir, Miquel II, per mantenir la pau entre els dos estats, però l'epirota va preferir l'aliança amb Guillem II d'Acaia, i amb el rei normand de Manfred I de Sicília. Quan els normands van atacar, els llatins foren derrotats en la batalla de Pelagònia, on Guillem II, el príncep sobirà d'Acaia, fou fet presoner i portat a Constantinoble. Els epirotes pel seu costat foren derrotats a Tricorifa, però van recuperar gran part del territori perdut i van capturar el general nicè Aleix Estrategopul, el qual va ser alliberat a través d'un acord entre el dèspota Miquel II i Miquel VIII Paleòleg.
Després d'això Miquel VIII Paleòleg va dubtar d'atacar Constantinoble, finalment ho va fer i el mateix 1260 Balduí II de Constantinoble va quedar assetjat dins la ciutat, però com que no podia conquerir la ciutat, Miquel va retornar a Nicea i es va donar un any de treva, durant el qual va aprofitar per fer aliances: amb els caps mongols, per assegurar que no envairien les fronteres, i amb Manuel de Trebisonda, per fer intercanvis comercials i assegurar el sosteniment de les tropes.

## Restauració de l'Imperi Romà d'Orient

Bandera establerta per Miquel VIII Paleòleg per al nou Imperi Romà d'Orient.

El 13 de març 1261 Miquel Paleòleg es va aliar amb els genovesos; aquests s'havien vist perjudicats en les condicions comercials (en comparació als venecians) amb Constantinoble, des de la caiguda d'aquesta ciutat en mans dels croats el 1204 i amb l'aliança amb els nicens esperaven recuperar els drets comercials. Junts van enviar un exèrcit al Bòsfor, mentre Miquel seguia els seus progressos des de la seva residència a Nimfèon. Aleix Estrategopul dirigia les forces nicenes i com que la ciutat tenia defenses molt fortes es va establir el bloqueig. Així estaven les coses quan un comandant nicè anomenat Cutrizacos, va tenir coneixement de l'existència d'un pas subterrani entre l'exterior i una casa de l'interior de la ciutat. Va enviar a 50 homes per aquest passatge que van aconseguir obrir una porta propera i els nicens van entrar per allà; era de nit i els romans d'Orient de la ciutat donaven de fet suport als assetjadors; els llatins es van dispersar. Balduí va sortir de palau i va fugir en una galera veneciana cap a Itàlia. El matí del 25 de juliol del 1261 la ciutat estava en mans dels assaltants, després de 57 anys, 3 mesos i 13 dies de domini llatí.
La notícia fou portada a Nimfèon i fou inesperada. Miquel quasi no la creia. El 14 d'agost del 1261 Miquel feia l'entrada a la capital que, si bé havia entrat en franca decadència durant el domini llatí, conservava encara força importància. Miquel va confirmar privilegis de comerç a pisans, venecians i genovesos i els en va donar de nous. Miquel va tornar a ser coronat a la catedral de Santa Sofia i en aquesta coronació no hi era el jove Joan IV, sinó el seu fill Andrònic. Amb aquest acte es consumà la restauració de l'Imperi Romà d'Orient. La República de Gènova va establir colònies a Pera i Caffa.
En entrar a Constantinoble, Miquel VIII es va adonar que la ciutat havia estat descuidada durant anys i calia fer-hi reparacions urgents: va fer netejar els carrers que estaven plens de brutícia i runes, va fer reparar les muralles de la ciutat, va refer els barris que havien estat incendiats i va construir una flota de guerra. Aquestes feines van propiciar l'establiment d'immigrants procedents de Morea i que parlaven tsacònic. Per fer de remers van contractar els gasmules (en grec: γασμοῦλοι, gasmuli), que era com anomenaven els romans d'Orient als descendents dels matrimonis entre grecs i llatins.
La flota es va instal·lar a l'antic port del Contoscàlion, que fou rehabilitat. Com s'havia promès als genovesos, al costat del port es va construir un barri per ells, mentre que els venecians tardarien a tornar a instal·lar-se, ja que el seu barri havia estat incendiat. L'emperador també va preveure la restauració d'esglésies i monestirs ortodoxos, per reviure la consciència religiosa del seu poble que anava unida al sentiment de patriotisme. Indirectament va propiciar l'art, encomanant pintures al fresc en les obres de rehabilitació d'esglésies, i afegint icones en substitució de les que havien estat destruïdes durant l'ocupació llatina, a més va fer erigir una columna decorada amb relleus, construïda per commemorar la recuperació de Constantinoble.

## Crisi religiosa
El Nadal d'aquell any Miquel va fer cegar el seu jove col·lega, Joan IV, i el va enviar a una llunyana fortalesa vora la Mar de Màrmara, i les seves germanes foren obligades a casar-se amb prínceps estrangers, per tal d'evitar futures reclamacions del tron. Això li va fer perdre suport popular, ja que tothom ho va considerar un crim inacceptable. El patriarca Arseni Autorià, guardià del jove, el va excomunicar immediatament i el 1265 fou deposat per no voler revocar l'excomunió de Miquel i els seus seguidors, els arsenites (partidaris d'Arseni), que van constituir una església cismàtica que va existir fins al 1312. Passarien anys fins que fou readmès a la comunió pel seu successor el patriarca Josep I Galesiotes.

## Relacions amb l'Epir i consolidació com a emperador
Una mica després, els epirotes van atacar altre cop i van derrotar Aleix Estrategopul, que van fer presoner. Mentrestant, Guillem II d'Acaia havia estat alliberat a canvi d'un jurament de vassallatge, de la cessió de part dels seus territoris, i de la promesa de restar quiet en endavant, però ràpidament va reunir un exèrcit i va avançar cap a Constantinoble instigat pel papa Urbà IV que li va aixecar el seu jurament, ja que esperava que una croada llatina portaria a la unió de les dues esglésies. Guillem II d'Acaia va obtenir algunes victòries per terra i mar però Miquel va evitar més problemes amb la promesa al papa de discutir la futura unió de les dues esglésies. Urbà va fer la mediació entre les dues parts i es va acordar la pau (1263). El papa va trobar bona predisposició a les negociacions per part de Miquel VIII i de Balduí II, l'emperador llatí en l'exili, però es va veure obligat a excomunicar Manfred I de Sicília, sense el qual no va ser possible fer la croada. El 1264 Urbà va enviar dos frares franciscans a Constantinoble amb l'encàrrec de reconèixer Miquel VIII com a vertader emperador romà d'Orient, en lloc de Balduí, però en arribar van saber que Urbà havia mort.
El 1264 es va fer la pau amb el Despotat de l'Epir; poc després el dèspota Miquel va morir i va repartir els seus dominis: al fill gran Nicèfor, casat amb Eulògia, la germana de l'emperador, li va deixar l'Epir, al segon fill Joan li va deixar Tessàlia, que era la part més gran i més rica, ja que era el fill favorit.

## L'aliança amb els mongols
Miquel VIII va intentar tenir bones relacions amb els kanats mongols que s'havien establert a l'altra banda de les fronteres. Hulagu havia estat negociant que una dona membre de la família imperial es convertís en una de les seves esposes, i Miquel va seleccionar la seva filla il·legítima Maria Paleòloga, que finalment es va acordar la cerimònia de casament per l'any 1265 però no va arribar a celebrar-se perquè Hulagu va morir mentre Maria anava de camí a reunir-se amb el seu futur espòs. També va prometre una altra de les seves filles Eufrosina Paleòloga per Nogai Noyan, un dels caps de l'Horda d'Or. Tots dos kanats havien mantingut una actitud de tolerància cap als cristians.

## La política envers els països balcànics
Amb el tsar búlgar Constantí Tikh, casat amb una filla del difunt Teodor II de Nicea, les relacions van ser hostils. Constantí va provar sense èxit d'impedir la conquesta de Constantinoble; Miquel, com a resposta va ocupar el seu territori fins a la plana de Sofia (1264), però va haver de retirar-se amb l'arribada de l'exèrcit hongarès d'Esteve V, aliat de Constantí. Poc després, Miquel VIII va ocupar diverses ciutats de l'est de Bulgària, entre elles Filipòpolis i llavors Constantí va demanar ajut a Nogai Noyan (1265). Després de ser atacat per Nogai, aquest li demanava la cessió d'algunes ciutats frontereres i, passat un temps, com que Miquel no complia amb l'acord, es preveia un nova guerra; aquesta vegada va ser quan Miquel va decidir oferir-li en matrimoni una de les seves filles bastardes i així, Nogai va passar a ser el seu aliat contra els búlgars.
A la mort de Constantí el 1277 va sorgir una guerra successòria, moment que va aprofitar Miquel VIII per recuperar territori, a canvi de donar suport a Ivan, un dels candidats al tron búlgar, que finalment en va sortir vencedor. Un successor d'aquest monarca, Jordi I Terter s'aliaria anys més tard amb Carles d'Anjou contra l'emperador romà d'Orient.
L'altre país dels Balcans, Sèrbia, era un jove estat que anhelava expansionar-se. El principal cap dels serbis, Esteve Uroš es va aliar amb els llatins i va asseguarar el pacte casant-se amb Helena d'Anjou. Per tal d'evitar una guerra amb els serbis Miquel va negociar un matrimoni entre una de les seves filles i Esteve Uroš II Milutin, però el matrimoni no va ser possible, cosa que Milutin es va prendre com una ofensa i es va casar amb una filla de Joan I de l'Epir, enemic de Miquel VIII.

## La unió cristiana sota l'amenaça de Carles d'Anjou
Com que Manfred I de Sicília s'havia revoltat contra el papa Urbà, aquest va demanar socors al germà del rei de França, Carles I d'Anjou. Carles va matar Manfred i va fer seu el territori sicilià. El 1269 Carles va començar una campanya contra l'Imperi Romà d'Orient, al·legant que volia restaurar Balduí II al tron i el flamant papa Climent IV no va gosar contradir-lo. Per fer això es va aliar amb Joan de Tessàlia.
Per tal d'evitar l'enfrontament armat Miquel va tenir un seguit de correspondència amb Climent i quan això no va poder ser perquè Climent va morir deixant la seu papal vacant durant deu anys, es va adreçar a sant Lluís, el rei de França considerat el cap de la cristiandat. El monarca francès va enviar una ambaixada al seu germà Carles demanant-li de desistir en el seu propòsit de conquerir Constantinoble. A la mort de Lluís, en la seva croada al nord d'Àfrica (1270), Carles es va sentir lliure d'atacar l'Imperi Romà d'Orient.
Joan Paleòleg, germà de l'emperador, va marxar contra Joan de Tessàlia, però fou derrotat (1271) i el tessali va avançar cap a Constantinoble. Mentrestant els romans d'Orient van ocupar l'illa de Negrepont (Eubea) i van destruir la seva flota de manera que es va haver de retirar. Aquesta guerra fou només el preludi d'una croada general de prínceps contra l'Imperi Romà d'Orient. Miquel va continuar intentant d'evitar la croada enviant Joan Vec i altres eclesiàstics a una entrevista amb el rei de França, el qual havia convocat un concili (Concili de Lió II) el 1274, presidit pel nou papa Gregori X, on es va proclamar la unió i la submissió de l'església grega al papa. Però com que els ortodoxos no volien aquesta unió, fou de fet totalment boicotejada pel clergat i el poble. Miquel va deposar el patriarca Josep que s'oposava a la unió i va nomenar Vec; els opositors a la unió foren castigats severament i tota Grècia va estar un temps en commoció religiosa, però la unió efectiva mai no es va produir i a la mort de Miquel fou totalment oblidada. De fet, els tres papes que van succeir a Gregori, van estar a les ordres de Carles d'Anjou i, Martí IV, el més intransigent de tots, va declarar la unió trencada.
L'amenaça de croada contra Constantinoble no havia desaparegut, Carles va cercar aliances amb els albanesos, els búlgars i els serbis i es va establir a Dirràquion. Miquel, per contrarestar es va aliar amb Alfons X el Savi, rei de Castella. Balduí havia mort i el seu fill Felip va assolir el títol imperial (nominalment Felip I emperador llatí) des de l'exili i va aconseguir una aliança entre el papa Martí IV, Carles I d'Anjou, i la República de Venècia, (tractat d'Orvieto, 3 de juliol del 1281) amb l'objectiu de reconquerir Constantinoble i repartir-la entre els aliats. El comandament de les forces aliades fou donat a Soliman Rossi, un cavaller francès que va entrar a l'imperi pel nord i es va trobar amb l'exèrcit romà d'Orient a Belgrad. Els romans d'Orient estaven manats pel domèstic Tarcaniota. En va seguir una sagnant batalla en què els invasors foren derrotats (1281) i Tarcaniota va fer una entrada triomfal a Constantinoble. L'emperador va prendre la seva revenja ajudant el rei Pere el Gran a equipar una flota per atacar els angevins en la Guerra de Sicília (1282-1289), per apoderar-se del Regne de Sicília del qual es considerava el successor legítim pel seu matrimoni.
La tardor del 1282 Miquel va iniciar un atac contra Joan de Tessàlia, però abans de cap combat es va posar malalt i va morir l'11 de desembre del 1282 als 58 anys. El va succeir el seu fill Andrònic II Paleòleg.

## Economia

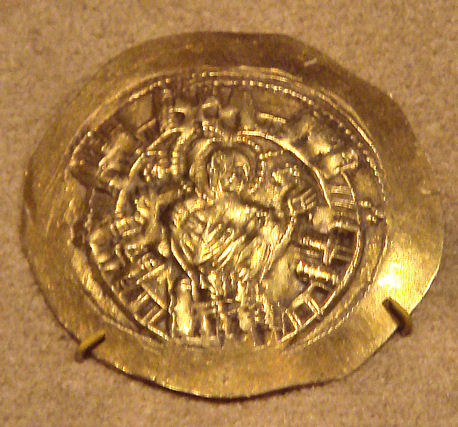
Moneda de Miquel VIII amb la representació de la Verge Maria.

Miquel VIII no va voler tenir conspiracions internes, com havia passat a Teodor II Làscaris i al seu fill Joan IV Ducas Làscaris, per no haver-se guanyat el suport de l'aristocràcia. L'emperador se'ls va guanyar a canvi de donatius que van afeblir l'economia. Altres que van sortir guanyant amb els seus donatius van ser els membres de la seva família, especialment el seu germà Joan, al qual va recompensar generosament per estar al front de l'exèrcit. Com a conseqüència d'aquestes liberalitats i de les fortes inversions en la creació d'una flota, la tresoreria a la seva mort va quedar gairebé buida. Per cobrir millor les necessitats financeres va devaluar la perpra, la moneda romana d'Orient d'ús més freqüent. Els més beneficiats de la devaluació, però, van ser els genovesos, alguns dels quals van crear un monopoli sobre alguns productes, per exemple Manuel Zacaria amb la sal d'alumini-potassi [KAL(SO₄)₂·11H₂O], molt valorada en aquell temps per al tintat dels teixits. Per tal de fer front a la bancarrota, Miquel VIII va permetre que les tres comunitats itàliques establertes a Constantinoble (venecians, pisans i genovesos) es governessin segons les seves pròpies lleis.

## Les relacions amb Orient
Com a conseqüència dels problemes financers, Miquel VIII va decidir deixar de donar l'aportació monetària que els anteriors emperadors de Nicea havien destinat al manteniment dels colons que guardaven la frontera oriental. Quan aquests colons van començar a ser víctimes d'incursions per part dels diferents pobles musulmans que habitaven a l'altra banda de la frontera oriental (seljúcides, otomans), van decidir emigrar a un altre lloc i van deixar la frontera totalment desprotegida. Llavors Miquel va enviar un exèrcit amb el seu germà Joan, però quan va arribar diversos grups d'otomans ja s'havien establert i es va haver de conformar a reforçar la fortalesa de Tral·les i vigilar la vall del riu Meandre. Des de llavors es va assegurar que aquests soldats rebessin una bona paga amb regularitat.
Un dels soldans otomans, Kaykaus II, va ser atacat pels mongols i va cercar refugi en l'Imperi Romà d'Orient; Miquel el va acollir a ell i als seus homes, als quals va incorporar al seu exèrcit (coneguts com a turcoples), fins i tot alguns d'aquests es van fer cristians.
Poc després de la mort de Joan Paleòleg el 1274, els otomans van tornar a atacar i els romans d'Orient van abandonar la zona. L'emperador va enviar el seu fill Andrònic al capdavant d'un exèrcit que va recuperar Tral·les i li va canviar el nom a Andrinocopolis, però ben aviat es va tornar a perdre el domini d'aquesta ciutat. Miquel VIII es va veure obligat a signar un tractat concedint territoris als otomans. La nova frontera la va establir amb fortaleses de vigilància al llarg del riu Sangarios.

## Núpcies i descendents
Es va casar el 1253 amb Teodora Ducena Vatatzena (reneboda de Joan III Ducas Vatatzes). Van tenir els següents fills:
- Manuel (1254 – 1259). Mort infant.
- Andrònic II Paleòleg, emperador romà d'Orient.
- Constantí.
- Irene Paleòloga, casada amb el tsar Ivan III Assèn de Bulgària.
- Anna Paleòloga, casada amb Demetri de l'Epir.
- Eudòxia Paleòloga, casada amb l'emperador Joan II Comnè de Trebisonda.
- Teodora Paleòloga, casada amb el rei David VI Narin de Geòrgia.

Va tenir dues filles il·legítimes, fruit de la relació amb la seva amant de cognom Diplovatatzena:
- Eufrosina Paleòloga, casada amb Nogai Noyan.
- Maria Paleòloga, casada amb Abaqa, Il-kan de Pèrsia.[47]